# Stockholms stadshus
Stockholms stadshus er rådhuset i Stockholm og dermed hovedsæde for Stockholms kommun.
Det er beliggende på den østlige del af øen Kungsholmen, lige ved Riddarfjärdens nordlige kyst og ud mod Riddarholmen og Södermalm. Rådhuset huser kontorer, mødelokaler og festsale samt luksusrestauranten Stadshuskällaren. Det er på Stockholms Stadshus, at den årlige Nobelpris-banket finder sted.
Stadshuset er tegnet af Ragnar Östberg i nationalromantisk stil. Byggeriet er udført i røde mursten og blev påbegyndt i 1911. Bygningen blev indviet på sankthansaften i 1923.